# تاکاکو اوئه هارا
تاکاکو اوئه هارا (انگلیسی: Takako Uehara؛ زادهٔ ۱۴ ژانویهٔ ۱۹۸۳) خواننده، بازیگر و مجری پیشین رادیوی اهل ژاپن است. وی از سال ۱۹۹۵ میلادی تاکنون مشغول فعالیت بوده‌است.